# Госконюшня (Волгоградская область)
Госконюшня — посёлок в Ольховском районе Волгоградской области, в составе Каменнобродского сельского поселения. Посёлок расположен в долине Иловли, в некотором отделении от реки, в 7 км юго-западнее села Каменный Брод. В посёлке расположен Каменно-Бродский Свято-Троицкий мужской монастырь.
Посёлок обслуживает почтовое отделение села Каменный брод.
Население — 12 чел. (2010)

## История
Предположительно основан в первой половине XX века. В справочнике «История административно-территориального деления Сталинградского (Нижневолжского) края. 1928—1936 гг» населённый пункт не указан. На карте генштаба РККА 1941 года населённый пункт обозначен как МТС
Предположительно во второй трети XX носил название посёлок Погоже-Балкинской МТС. В списке населенных пунктов на 01 января 1940 года в Ольховском районе Погоже-Балкинская МТС значится в составе Каменно-Бродского сельсовета.
В 1963 году Ольховский район был упразднён, Каменно-Бродский сельсовет передан Фроловскому району. В Списке населенных пунктов Фроловского района по состоянию на 01 января 1964 года посёлок Погоже-Балкинской МТС не значится, впервые упомянут посёлок Госконюшня. В 1966 году Каменно-Бродский сельсовет включён в состав новь образованного Ольховского района
До 1927 года на месте посёлка располагался основанный в 1860-х годах женский монастырь
В 1991 году на месте разрушенного женского монастыря основан Каменно-Бродский Свято-Троицкий мужской монастырь. В 1994 году в связи с передачей строений монастырю из посёлка были выведены базы заготконторы райпотребсоюза и госконюшня

## Население
Динамика численности населения
| 1987 | 2002 |
| ---- | ---- |
| ≈20  | 0    |

| 2010 |
| ---- |
| 12   |